# Winklera
Winklera es un género de fanerógamas perteneciente a la familia Brassicaceae. Comprende tres especies descritas y  aceptadas.

## Descripción
Son hierbas perennes cespitosas, escasamente pilosas, con pelos simples; rizoma grueso, leñoso, ramificado dicotómicamente, cubierto con bases de las hojas marchitas; tallo aéreo dicotómicamente ramificado, por lo general no frondoso, glabro. Hojas radicales densamente rosuladas, 1-pinnatisectas a pinnatipartidas. Flores mediocres, de color amarillo pálido, pediceladas, ebracteadas. Los frutos son silicuas elíptico-oblongas o lanceoladas, biloculares, dehiscentes; semillas por lo general 1 maduración, marrón oval-oblonga; cotiledones doblados transversalmente.

## Taxonomía
El género fue descrito por Eduard August von Regel y publicado en Trudy Imp. S.-Peterburgsk. Bot. Sada 9: 617. 1886.

## Especies aceptadas
A continuación se brinda un listado de las especies del género Winklera aceptadas hasta julio de 2014, ordenadas alfabéticamente. Para cada una se indica el nombre binomial seguido del autor, abreviado según las convenciones y usos.	
- Winklera afghanica (Rech. f. & Köie) Hedge
- Winklera patrinoides
- Winklera silaifolia